# Butovice (Studénka)
Butovice (německy Botenwald) jsou část a jedno z katastrálních území města Studénky v okrese Nový Jičín. Nachází se na severozápadě Studénky. Katastrální území Butovic má rozlohu 13,41 km². V roce 2009 zde bylo evidováno 659 adres. V roce 2001 zde trvale žilo 7072 obyvatel.

## Název
Při založení vesnice dostala jméno Botenwald ("Botův les", založené na osobním jménu Boto), které v němčině nesla až do 20. století. České jméno z něj vzniklo nahrazením druhé části příponou -ovice (poprvé doloženo z 15. století).

## Historický přehled
Butovice ve svých původních katastrálních hranicích tvoří exklávu Moravy zcela obklopenou územím Slezska (konkrétně územím bývalého slezského Opavského knížectví), přičemž náležely ke Kunvaldskému panství (střediskem byl Kunvald - dnes Kunín). K 1. lednu 1959 byly Butovice připojeny ke Studénce. V dobách komunistického režimu byly k Butovicím připojeny také některé pozemky, původně náležející ke slezským katastrálním územím Bílov, Pustějov a Studénka; pro změnu podstatně menší okrajové části původního butovického katastru byly připojeny ke katastrálním územím Pustějov a Studénka.

## Osobnosti
- Elisabeth, rozená Ertel, provdaná Schneider (25. 3. 1721 Butovice – 23. 12. 1797 Hoffenthal, Labrador). Misionářka moravské církve. V Butovicích se v mládí účastnila tajných shromáždění zakázané bratrské víry, v únoru 1743 emigrovala ve skupině 18 butovických kacířů do Gnadenfrei, poté žila ve společenství svobodných sester v Herrnhutu, odkud byla vyslána na misii do Bethlehemu v Pensylvánii. Tam se dne 10. 7. 1749 vdala. Se svým manželem, misionářem a diakonem Johannem, pracovala později jak mezi indiány, tam mezi inuity. Zemřela v osadě, kterou si, spolu s dalšími misionáři, sami založili a postavili; jedná se o Hopedale na Labradoru. V roce 2014 byly hroby Elisabeth i jejího manžela Johanna († 21. 10. 1785) zde na místním „Božím poli“ stále zachovány. Podrobné informace jsou obsaženy v monografii Edity Štěříkové.[8]
- Augustin Novák – pilot rakousko-uherské armády, bojoval v první světové válce, stal se leteckým esem.

## Pamětihodnosti
- Kostel Všech svatých, jednolodní barokní kostel postavený v letech 1775–1781
- Kaple svaté Anny z roku 1852
- Nohelova kaple z roku 1890
- Empírová brána zemědělského dvora Meierhof z konce 18. století
- Kříž u kostela z roku 1835

## Galerie

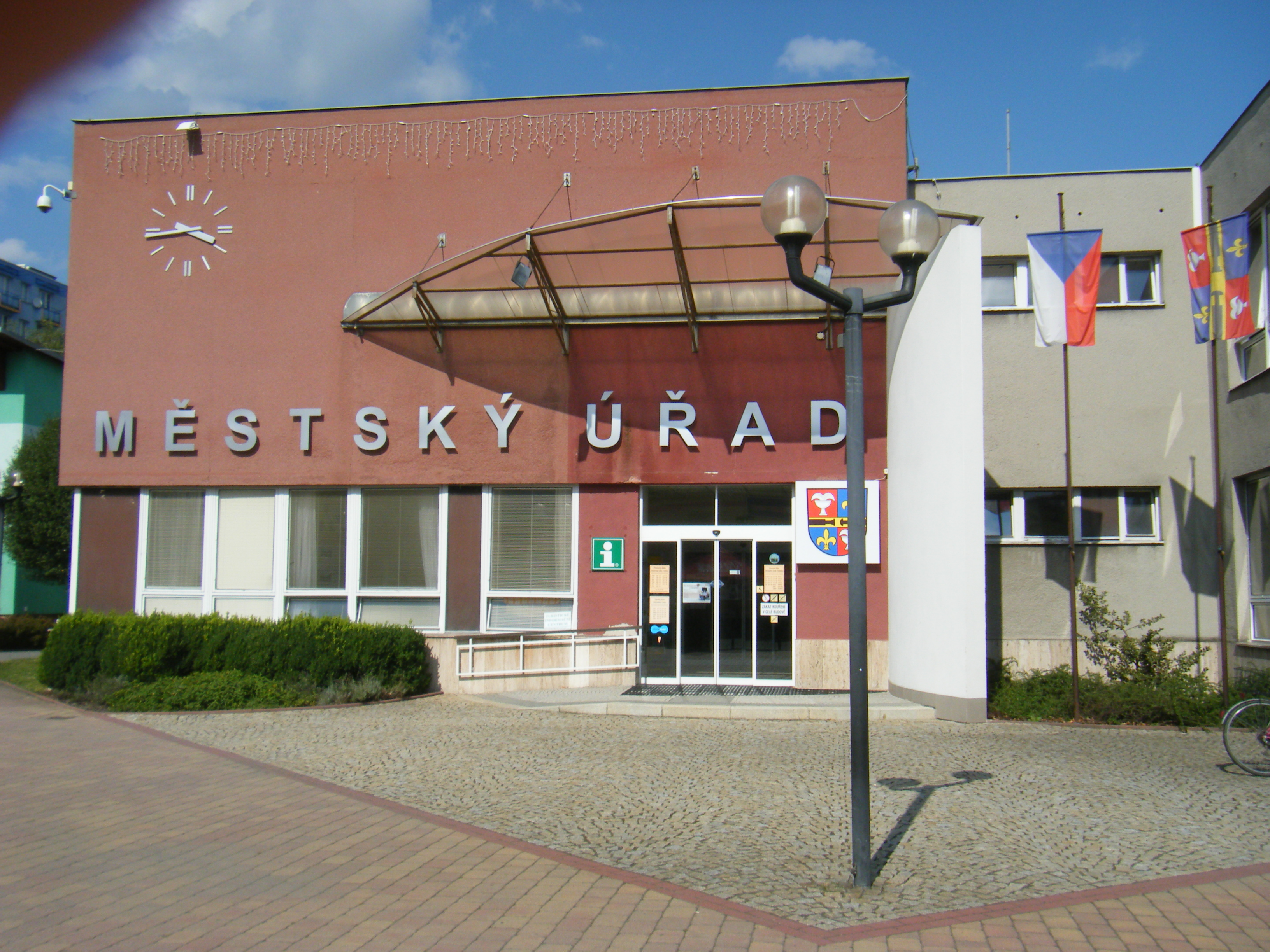
městský úřad
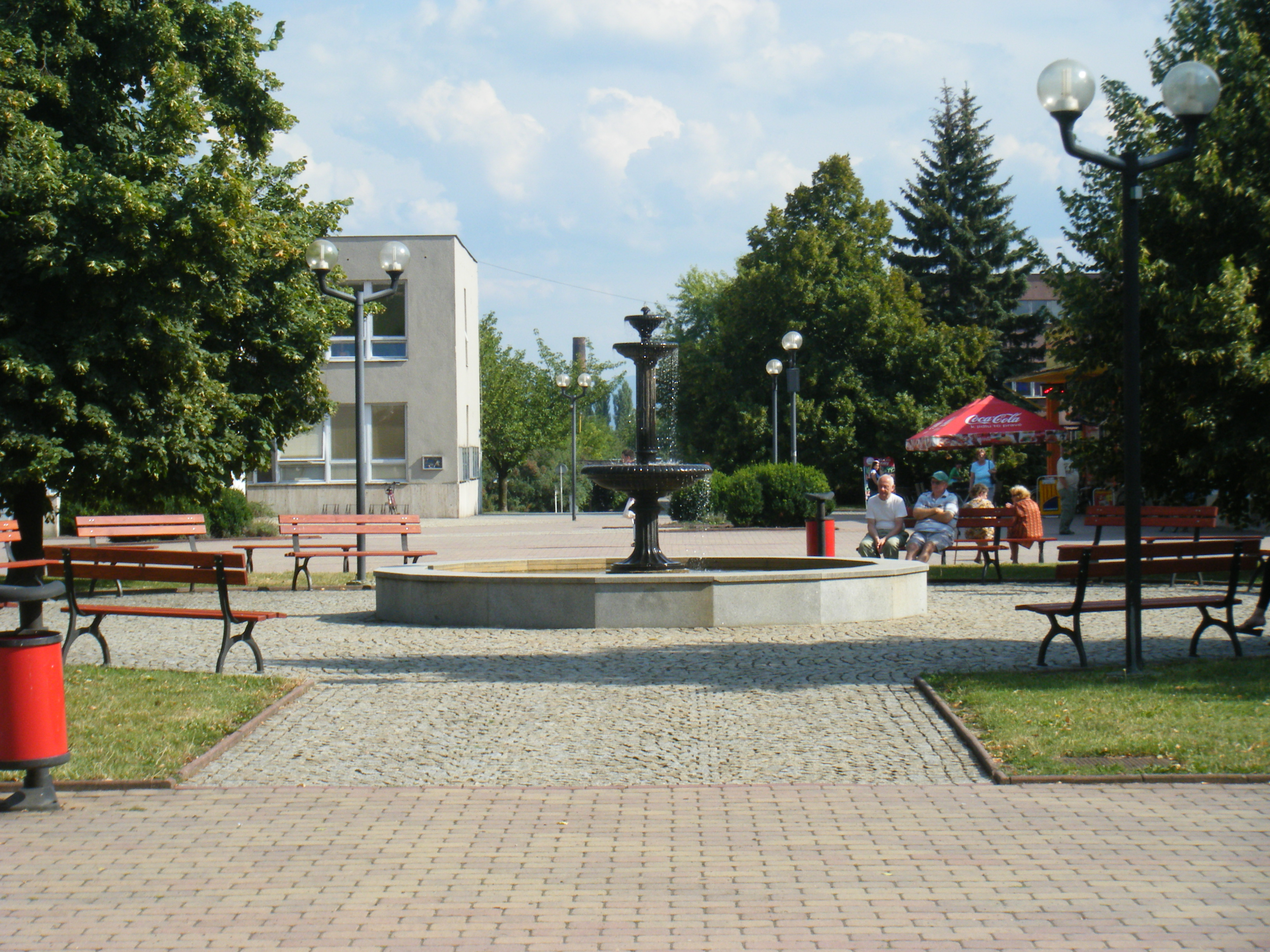
náměstí Republiky
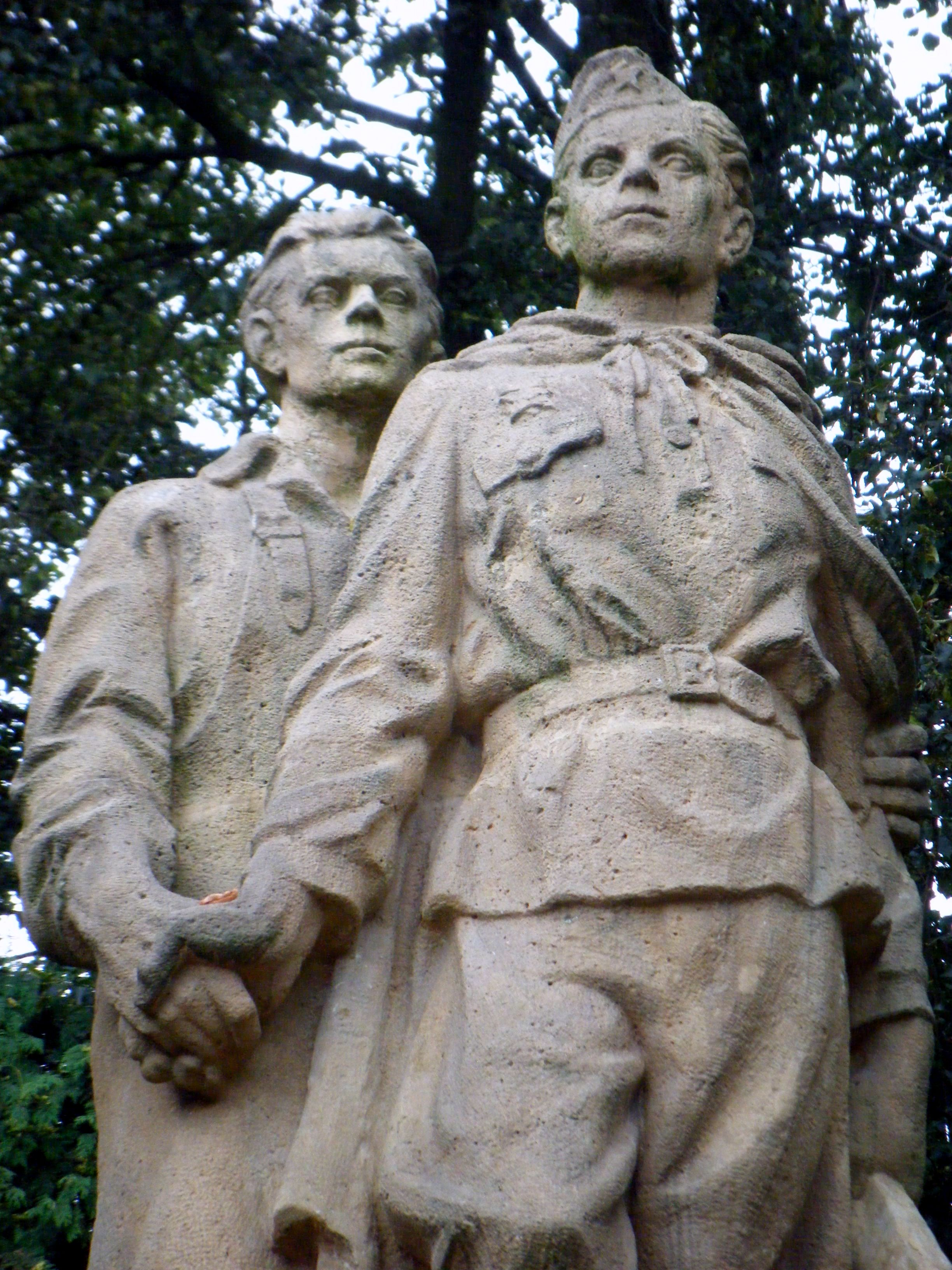
památník osvobození